# Januari 2010
Dit artikel geeft een chronologisch overzicht van belangrijke gebeurtenissen per dag in de maand januari van het jaar 2010.

## Gebeurtenissen

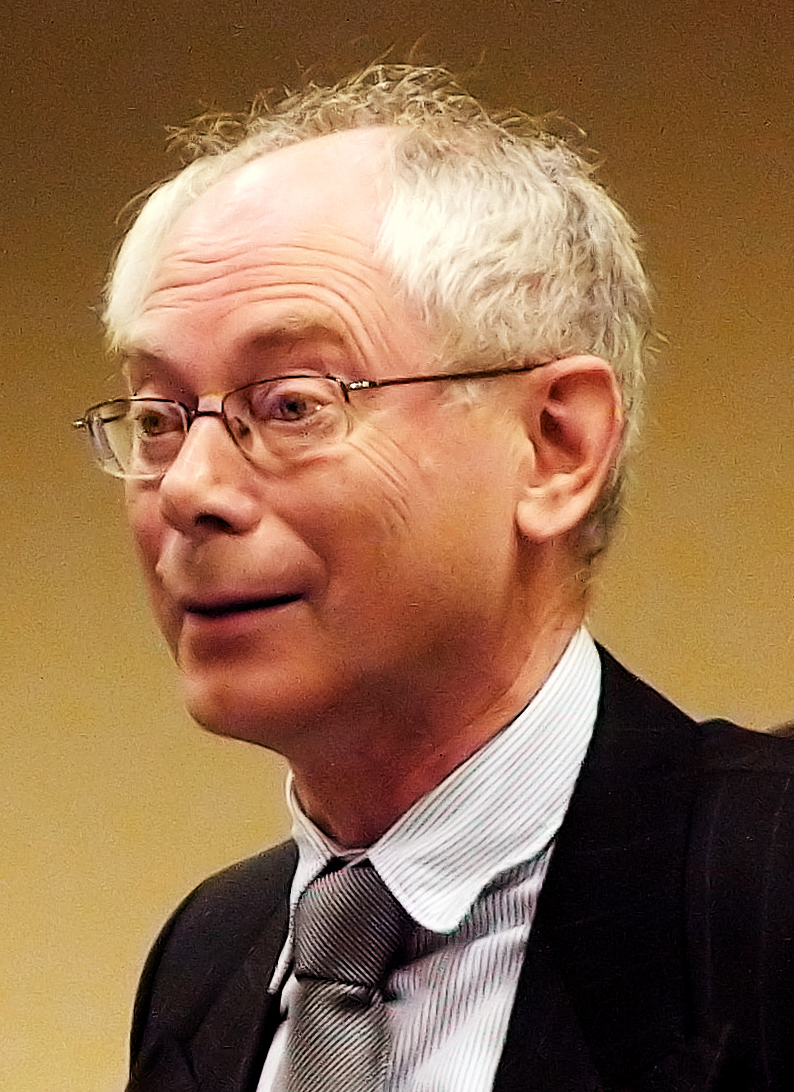
Herman Van Rompuy

### 1 januari
- De Belgische politicus Herman Van Rompuy begint aan zijn ambtstermijn als eerste permanente voorzitter van de Europese Raad.
- Alle Nederlandse gemeenten moeten hun bestemmingsplannen online hebben staan.
- De gemeenten Nieuwerkerk aan den IJssel, Moordrecht en Zevenhuizen-Moerkapelle fuseren en vormen de gemeente Zuidplas, met ongeveer 40 000 inwoners.
- De gemeenten Winschoten, Scheemda en Reiderland fuseren en vormen de gemeente Oldambt, met ongeveer 40 000 inwoners.
- De gemeenten Horst aan de Maas, Sevenum en een deel van Meerlo-Wanssum fuseren en vormen de nieuwe gemeente Horst aan de Maas. De nieuwe gemeente bestaat uit bijna 40 000 inwoners en bestrijkt een totale oppervlakte van bijna 20 000 hectare. Het resterende deel van Meerlo-Wanssum wordt bij de gemeente Venray gevoegd. De gemeente Arcen en Velden wordt bij de gemeente Venlo gevoegd.
- De politie verijdelt een aanslag op de Deense cartoonist Kurt Westergaard, die in 2005 de omstreden Mohammedcartoons tekende. Een 28-jarige Somaliër probeerde het huis van Westergaard binnen te dringen met een mes en een bijl.

### 2 januari
- Voor het eerst in 45 jaar gaan in Zweden duizenden mensen op wolvenjacht. Twintig beesten laten daarbij het leven, aldus media. Bijna 11.000 Zweden kregen een vergunning.
- Op het Braziliaans vakantie-eiland Ilha Grande in de buurt van Rio de Janeiro vallen zeker dertig doden door een modderstroom.
- Somalische piraten kapen een Bulgaars schip vol auto's. Het schip, de Asian Glorie, onder Britse vlag, wordt op 900 kilometer van Somalië buitgemaakt. Er zijn 25 mensen aan boord, afkomstig uit Bulgarije, India, Oekraïne en Roemenië.

### 3 januari
- In Culemborg breken rellen uit tussen groepen Marokkanen en Molukkers, waarbij gewonden vallen. Hieropvolgend wordt een noodverordening van kracht en wordt de Mobiele Eenheid ingezet.
- In de Zwitserse Alpen komen zeker vier mensen om door lawines. Een groep skiërs wordt ten zuiden van de hoofdstad Bern bedolven onder een sneeuwmassa.
- Tijdens de eerste etappe van de Dakar-rally valt een dode. Een Duitse coureur vliegt in Argentinië na 75 kilometer uit de bocht en rijdt in op het publiek.

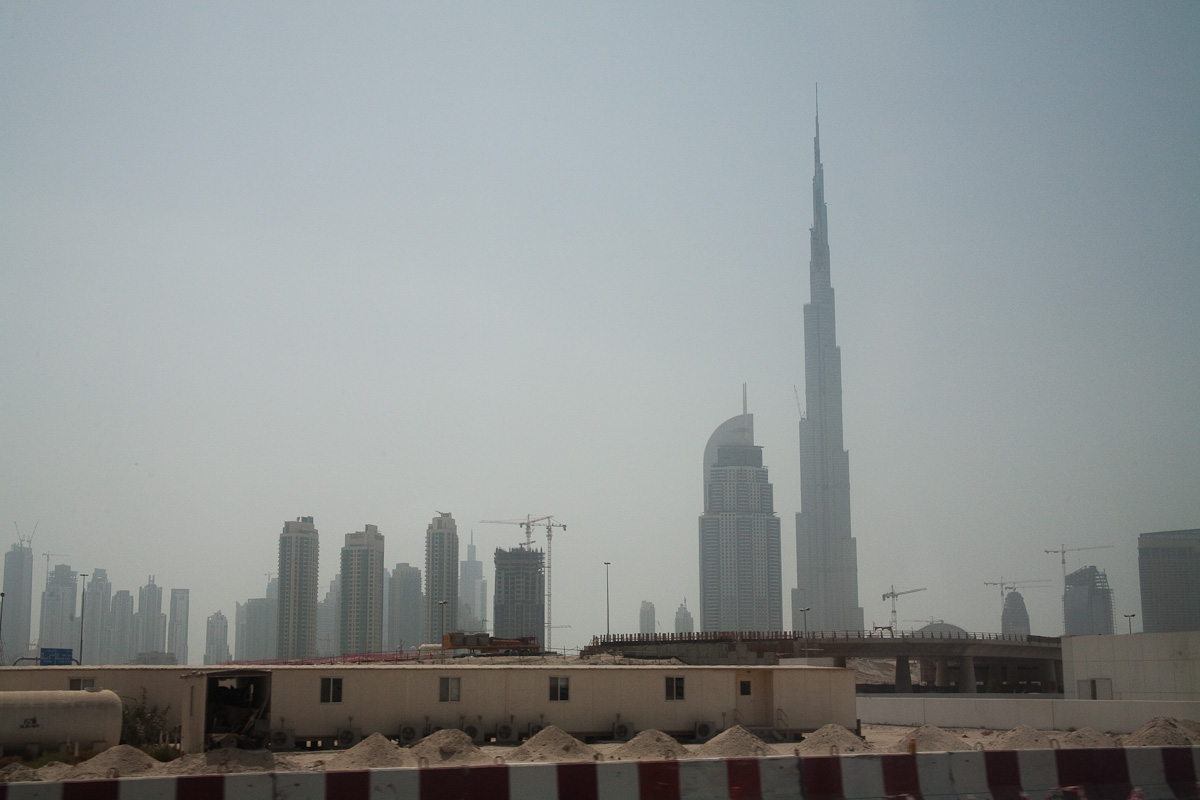
Burj Khalifa

### 4 januari
- De Burj Khalifa in Dubai, met 828 meter het hoogste gebouw ter wereld, wordt geopend.
- Een 77-jarige man uit Middelburg schiet met een luchtbuks op jongens die sneeuwballen tegen zijn raam gooiden. Een 13-jarige raakt gewond aan zijn vinger.
- Na de VS en Groot-Brittannië sluiten ook Frankrijk en Japan hun ambassades in het door geweld verscheurde Jemen wegens de aanhoudende terreurdreiging.

### 5 januari
- Het Amerikaanse internetbedrijf Google lanceert haar langverwachte smartphone, de Nexus One. Het is voor het eerst dat de zoekreus rechtstreeks hardware aanbiedt aan het publiek.
- Koningin Beatrix houdt nieuwjaarsontvangsten op het Koninklijk Paleis in Amsterdam.
- Politie en douane in Rotterdam vinden 1100 kilo cocaïne in een container. De drugs zaten verstopt tussen kisten whisky en hebben een straatwaarde van dertig miljoen euro.
- In Groot-Brittannië veroorzaakt de kou veel overlast. Na een nacht met tien graden vorst ligt er een pak sneeuw van 25 centimeter. Honderden scholen in het land zijn gesloten.

### 6 januari
- Net voor de avondspits komen in de provincie Noord-Holland zware sneeuwbuien voor. Met name in het gebied rond Amsterdam en Haarlem ontstaat een verkeersinfarct en staat urenlang kilometers file. Op de A8 staat het verkeer vast alsook op de A9 aan beide rijrichtingen staan files van 30 kilometer Die files houden de hele avond aan en zijn pas om 1:30 uur geheel opgelost. Ook het lucht- en treinverkeer is verstoord: op Schiphol is slechts 1 vertrek- en landingsbaan beschikbaar.
- Na de viering van Kerstmis in de Koptische Mary Mary Gergiskerk van Nag Hammadi in de Zuid-Egyptische provincie Qima worden de kerkgangers door moslims onder vuur genomen. Er vallen 7 doden en een aantal gewonden.
- De Ady Gil, een schip van de Sea Shepherd Conservation Society, komt in aanvaring met de Japanse walvisvaarder Shonan Maru 2, en raakt hierbij zwaar beschadigd. Alle opvarenden worden gered door het moederschip Bob Barker. Het schip zelf zinkt op 8 januari.

### 7 januari
- Ronald Janssen, een Vlaams leraar, bekent de dader te zijn van de moorden op Kevin Paulus en Shana Appeltans. Op 11 januari bekent hij ook de moord op Annick Van Uytsel enkele jaren eerder. De zaak veroorzaakt veel beroering in België doordat zijn omgeving hem kende als een normale, sympathieke man.
- In een fabriek in de Amerikaanse stad St. Louis vallen drie doden bij een schietpartij, onder wie de schutter. Volgens de politie zijn er ook vijf gewonden.
- De politie doet huiszoeking bij de aspergeteelster in Someren die vorig jaar in opspraak kwam door haar behandeling van buitenlandse arbeiders. De vrouw wordt verdacht van economische uitbuiting en mensenhandel.
- In België zitten bijna duizend mensen twee uur vast in een ijskoude gestrande trein. De oorzaak is een gebroken bovenleiding in de buurt van het plaatsje Denderleeuw.

### 8 januari
- Tijdens de Afrika Cup in Angola worden de spelers van het Togolees voetbalelftal getroffen door een aanslag door een afsplitsing van het FLEC, een organisatie die strijd voor onafhankelijkheid van Cabinda. (>> lees verder)
- In de Assembleia da República, het Portugese parlement, gaat een meerderheid bestaande uit alle linkse parlementariërs akkoord met de invoering van het homohuwelijk.
- In Nag Hamadi in Zuid-Egypte raken na de aanslag van gisteren op christenen honderden orthodoxe christenen van de koptische kerk slaags met de politie. Gisteren kwamen zes kopten om en raakten er negen gewond toen ze de kerk verlieten. Ze werden door moslims vanuit een rijdende auto beschoten.
- Frankrijk zet een radicale imam het land uit en stuurt hem terug naar Egypte. Ali Ibrahim al-Sudani wordt beschuldigd van het opruien van moskeegangers in de buitenwijken van Parijs. Hij zou moslims aanzetten tot geweld tegen het Westen.

### 9 januari
- Bij een ongeluk op de N224 bij Scherpenzeel in Gelderland komen drie mensen om het leven. Twee mensen raken zwaargewond, vermoedelijk door de gladheid op de weg.
- De politie arresteert drie jonge mannen op de luchthaven Heathrow in een vliegtuig dat op het punt staat naar Dubai te vertrekken. De drie zouden dreigende taal hebben geuit.

### 10 januari
- Israël gaat in het zuiden een hek bouwen langs delen van de grens met Egypte. Met het hek en ingebouwde elektronische apparatuur moet de instroom van Afrikaanse vluchtelingen en andere immigranten worden gestopt, zegt premier Benjamin Netanyahu in een verklaring.
- Sven Kramer wint voor de vierde keer op rij het Europees kampioenschap schaatsen. Martina Sáblíková wint bij de vrouwen.
- Rita Verdonk kondigt aan met haar partij Trots op Nederland in 38 gemeenten mee te doen aan de gemeenteraadsverkiezingen op 3 maart 2010.
- De sociaaldemocraat Ivo Josipović wordt de nieuwe president van Kroatië. Hij krijgt in de tweede ronde van de verkiezingen ruim 60 procent van de kiezers achter zich.

### 11 januari
- Nadat hij schuld bekend heeft aan de moord op 2 januari 2010 op Shana Appeltans en Kevin Paulus, bekent Ronald Janssen ook de moord op de studente Annick Van Uytsel van 2007.

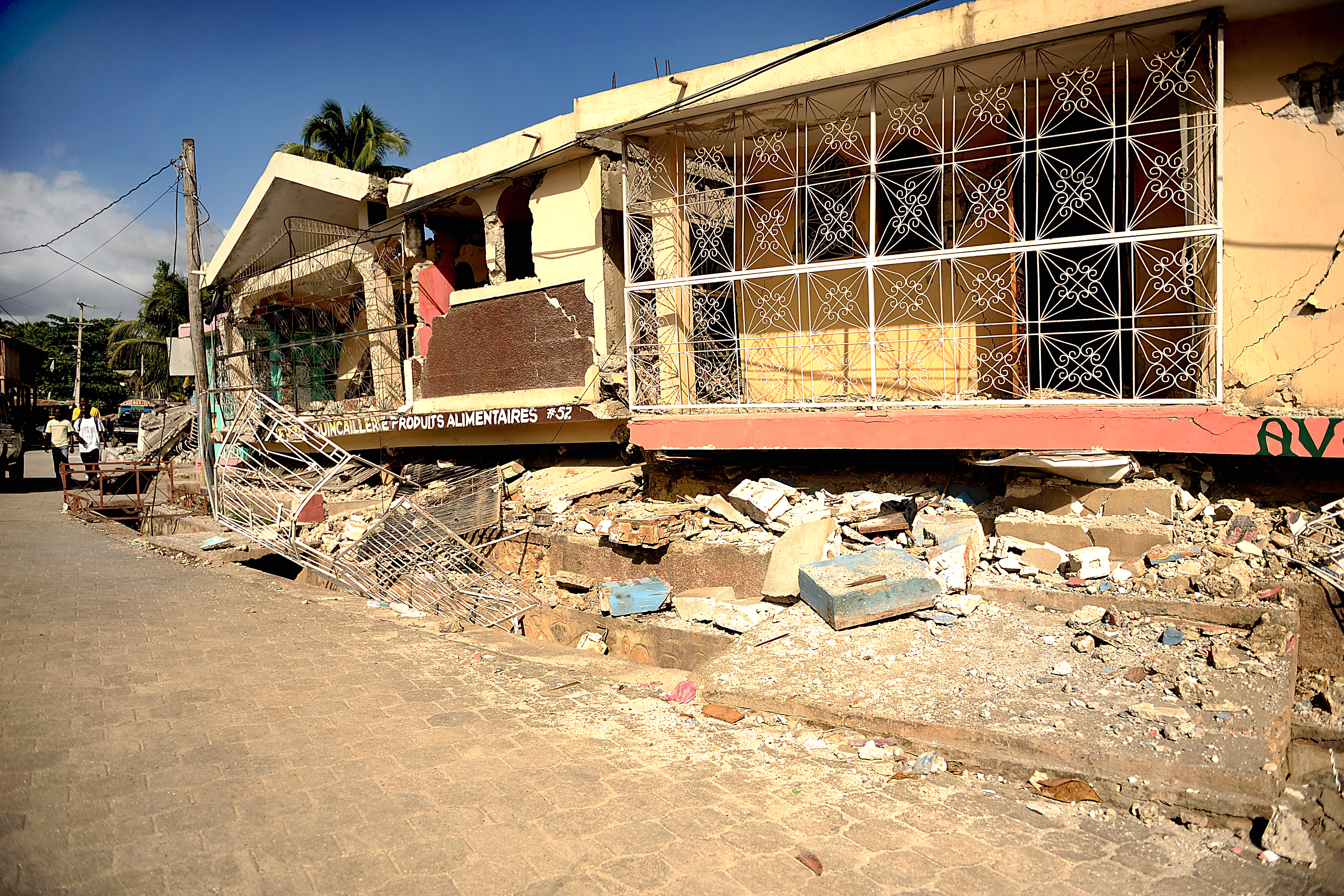
Aardbevingsschade in Haïti

### 12 januari
- Een zware aardbeving in Haïti, met het epicentrum vlak bij de hoofdstad Port-au-Prince, kost aan ruim 230.000 mensen het leven.
- De commissie-Davids presenteert de conclusies van haar onderzoek naar de Nederlandse steun aan de Irakoorlog in 2003. Ze concludeert onder meer dat de volkenrechtelijke onderbouwing voor de inval onvoldoende was, dat premier Balkenende te weinig regie voerde en dat er geen sprake was van militaire steun door Nederland.

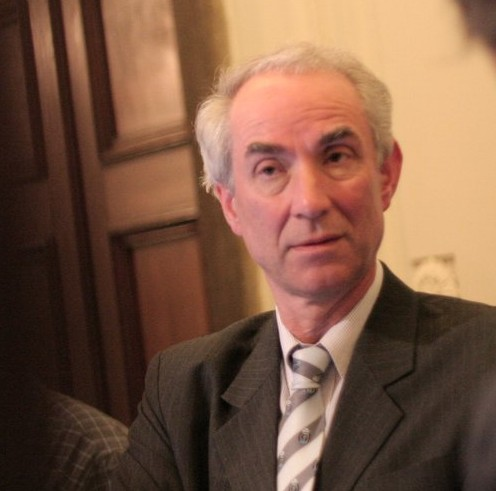
Gerd Leers

### 13 januari
- Gerd Leers treedt af als burgemeester van Maastricht na een debat over zijn positie in de gemeenteraad. Een meerderheid van de raad vond dat een onwerkbare situatie was ontstaan, nadat de burgemeester in opspraak was geraakt met de koop van een Bulgaarse vakantievilla. Hij zou zijn ambt en zijn privébelangen niet goed hebben gescheiden.

### 14 januari
- De doemdagklok is met één minuut teruggezet; hij staat nu op zes minuten voor middernacht (23:54).
- Prins Willem-Alexander opent de tentoonstelling "Woord & Wapen", in dienst van de Nassaus' in de Grote of Onze-Lieve-Vrouwekerk in Breda. De tentoonstelling wordt georganiseerd ter ere van het 600-jarig bestaan van de kerk.

### 15 januari
- Jemen claimt dat het opnieuw enkele vooraanstaande leden van al-Qaida heeft gedood. Volgens het leger werden in het noorden van het land acht "gevaarlijke" terroristen in twee auto's vanuit de lucht onder vuur genomen. Mogelijk zijn twee terroristen ontkomen.
- In China wordt op last van de politie de eerste Mr. Gayverkiezing uit de geschiedenis van het land afgelast. De organisatie krijgt dat een uur voor het begin van agenten te horen.
- De partij Stop Wilders Nu mag in Den Haag meedoen aan de gemeenteraadsverkiezingen. Het Centraal Stembureau had geweigerd om de partijnaam te registreren, maar de Raad van State is het daarmee niet eens.
- De Limburgse gouverneur benoemt Jan Mans als waarnemend burgemeester van Maastricht. De PvdA'er was eerder onder meer burgemeester van Enschede. Mans volgt de opgestapte CDA'er Gerd Leers op.
- Vastgoedmagnaat Jan-Dirk Paarlberg krijgt het beheer niet terug over de bezittingen die het OM in beslag heeft genomen, zo bepaalt de rechter.

### 16 januari
- Het aantal Afrikanen dat illegaal de Spaanse kust weet te bereiken, is in 2009 bijna gehalveerd. Een kleine 7300 illegale immigranten wisten met hun bootjes in Spanje te komen, zo heeft de minister van Binnenlandse Zaken bekendgemaakt.
- Een wandelaar vindt op een strand van op Whitley Beach, in het noordoosten van Engeland, vijf dode zeehonden. Drie van de dieren blijken te zijn onthoofd.
- Een binnenvaartschip ramt een monumentale woning aan de Zaan. De oorzaak lijkt een probleem met het roer. Wikinieuws
- Een recordaantal Amerikaanse militairen heeft in 2009 zelfmoord gepleegd. In totaal beroofden 160 militairen zich van het leven, in 2008 waren dat er 140. Dat blijkt uit cijfers van het Amerikaanse minister van Defensie.

### 17 januari
- In Irak ondertekenen oliemaatschappij Shell en zijn Maleisische partner Petronas een contract met de regering van Irak over de ontwikkeling van een groot olieveld.
- Het Tilburgse raadslid Hans Smolders stapt uit de politiek. Hij zegt op zijn website dat hij de afgelopen jaren op zoveel weerstand is gestuit dat zijn gezondheid er nu onder lijdt.
- 'Ali Chemicali' is voor de vierde keer ter dood veroordeeld. Ali Hassan al-Majid, een neef van Saddam Hussein, is nog een keer schuldig bevonden aan de moord op 5000 Koerden in Halabja.
- De Popprijs 2009 wordt bij de afsluiting van het popfestival Noorderslag in Groningen toegekend aan Kyteman, een jazz- en hiphop-orkest onder leiding van trompettist Colin Benders.

### 18 januari
- In Nederland begint de Tijdelijke commissie onderzoek financieel stelsel met de openbare verhoren naar de oorzaken van de financiële crisis. Deze Tweede Kamercommissie wordt naar de voorzitter ervan, Jan de Wit van de SP, ook wel de commissie-De Wit genoemd.
- André-Joseph Léonard, de huidige bisschop van Namen, wordt officieel voorgesteld als opvolger van kardinaal Godfried Danneels als aartsbisschop van Mechelen-Brussel en als metropoliet van de Belgische rooms-katholieke kerkprovincie.
- Spanje levert de ex-Transaviapiloot Julio Poch uit aan Argentinië. Daarvoor heeft het gerechtshof in Madrid toestemming gegeven, melden Spaanse media.

### 19 januari
- De top van ABN Amro gaat fors minder verdienen, schrijft minister Wouter Bos (Financiën) in een brief aan de Tweede Kamer. Beloningen voor bestuurders zijn voortaan tot 65 procent lager dan vroeger gewoonlijk was bij de bank.
- Politie en Justitie in Zuid-Limburg rollen een criminele bende op. Zeven mensen worden aangehouden op verdenking van hennepteelt, het witwassen van crimineel geld en het lidmaatschap van een criminele organisatie.
- Wärtsilä, bouwer van scheepsmotoren en -schroeven, schrapt 570 van de 1700 banen in Nederland. Reden is dat een deel van de productie naar China wordt verplaatst.

### 20 januari

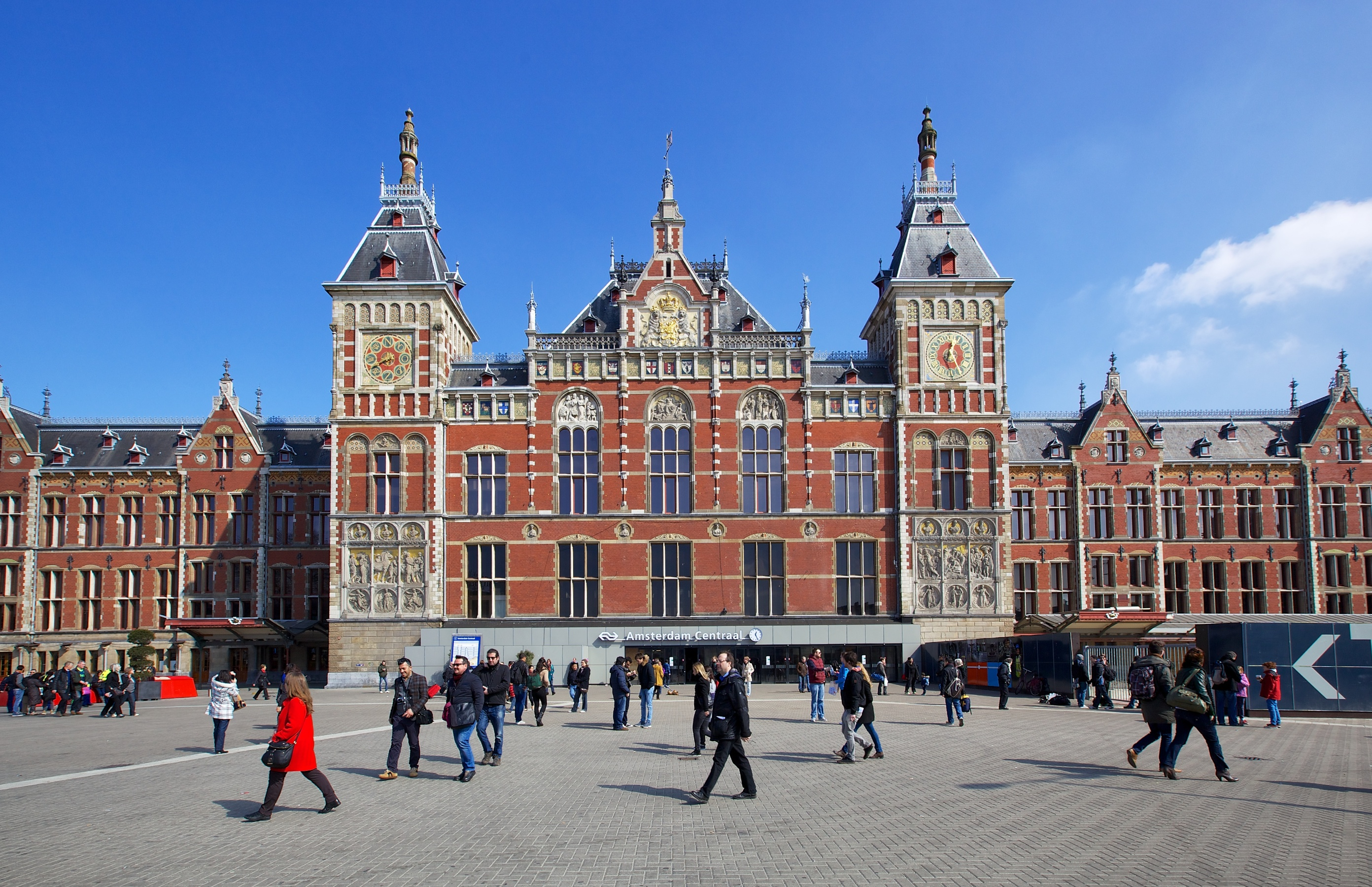
Station Amsterdam Centraal

- De schoonmakers van Schiphol gaan in staking, om te beginnen voor 24 uur. De acties zullen 9 weken duren en de schoonmakers van het Station Amsterdam Centraal en andere objecten sluiten zich later aan.
- Een zware naschok treft Haïti, een week nadat een zware aardbeving in het land 80.000 slachtoffers veroorzaakte en chaos en verwoesting aanrichtte in en rond de dichtbevolkte hoofdstad Port-au-Prince.
- De Republikein Scott Brown wordt in de Amerikaanse staat Massachusetts gekozen tot vertegenwoordiger in de Amerikaanse Senaat. De Democraten raken daardoor hun belangrijke zestigste zetel kwijt.

### 21 januari
- Rechter-plaatsvervanger Elies van Sliedregt van de Amsterdamse rechtbank neemt ontslag nadat ze per ongeluk dozen met actuele strafdossiers aan de straat zet en dit ontdekt wordt door het Algemeen Dagblad.
- General Motors kondigt de sluiting aan van de fabriek in Antwerpen, waar sinds tachtig jaar Chevrolets en Opels worden gemaakt. De 2600 werknemers moeten afvloeien, en bij toeleveranciers zullen nog eens zo'n 7500 banen verdwijnen.

### 22 januari
- De hoofdverdachte in de Groningse hiv-zaak krijgt in hoger beroep twaalf jaar cel, drie jaar meer dan de rechtbank hem had opgelegd. Een tweede verdachte, die eerder vijf jaar kreeg, wordt door het hof veroordeeld tot negen jaar cel.
- Het Rijksmuseum krijgt met enkele andere grote musea een hoge onderscheiding van de Spaanse regering. Die eert ze daarmee voor hun rol in het redden van Spaanse kunst tijdens de Spaanse Burgeroorlog van 1936 tot 1939.
- Bij een grote actie in Turkije worden 120 mensen opgepakt die banden zouden hebben met al-Qaida. De politie-actie werd gehouden in zestien provincies en de steden Istanboel en Ankara.
- De Russische politieagent Alexej Dimovski die eind 2009 via YouTube misstanden bij de veiligheidsdiensten aan de kaak stelde, wordt opgepakt. Dat gebeurt als hij in de rechtszaal staat wegens een onderzoek naar aanleiding van zijn beschuldigingen.
- De burgemeester van Zaltbommel krijgt extra beveiliging, omdat hij wordt bedreigd door Marokkaanse jongeren, mogelijk vanwege de sluiting van een Marokkaans buurthuis.

### 23 januari
- De Britse regering heeft het niveau van de terreurdreiging verhoogd. Die was 'substantieel' en is nu 'ernstig', het op een na hoogste niveau.
- Bij de Antilliaanse parlementsverkiezingen komt de Curaçaose liberale partij PAR als winnaar uit de strijd.
- De 66-jarige Oskar Lafontaine stapt op als voorzitter van de Duitse partij Die Linke. Hij zal zich op de partijdag in mei in Rostock niet weer kandidaat stellen.
- Het aantal verkeersdoden is in 2009 voor het eerst in decennia tot onder de 700 gedaald. Dat blijkt uit cijfers van de politie die de NOS inventariseerde. Volgens de korpsen vielen er 605 doden op de weg.

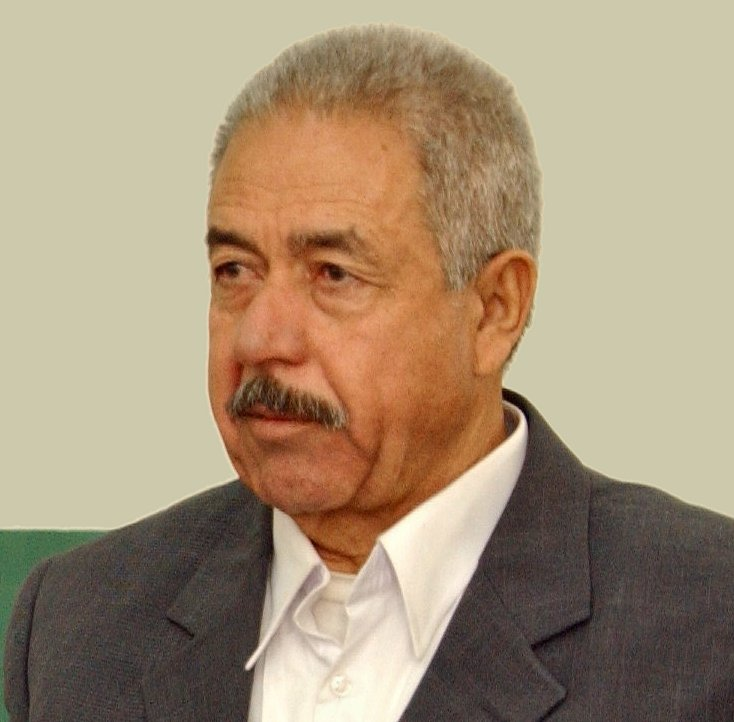
Ali Chemicali

### 24 januari
- Al-Qaida-leider Osama bin Laden eist de verantwoordelijkheid op voor de mislukte aanslag van Eerste Kerstdag op een vliegtuig bij Detroit. Hij doet dat in een audio-boodschap, uitgezonden door de Arabische zender al-Jazeera.
- De geplande parlementsverkiezingen in Afghanistan in mei worden uitgesteld tot 18 september. De kiescommissie zegt dat het uitstel komt door geldgebrek. Er zou zo'n 85 miljoen euro nodig zijn om de verkiezingen te organiseren.
- Fotograaf Pim Ras wint de Zilveren Camera, de prijs voor de beste nieuwsfoto van het jaar. Hij maakte een foto van het Koninginnedag-drama in Apeldoorn.
- De voormalige president van Honduras, Manuel Zelaya, verlaat het land en gaat naar de Dominicaanse Republiek.

### 25 januari
- De arrondissementsrechtbank van Haarlem spreekt het faillissement uit van de voetbalclub HFC Haarlem.
- De Iraakse oorlogsmisdadiger en handlanger van Saddam Hoessein, Ali Chemicali wordt opgehangen.
- In Utrecht woont koningin Beatrix de bijeenkomst "In vrijheid verbonden" bij. Boeddhisten, christenen, hindoes, humanisten, joden en moslims spreken over het thema ‘Wat verbindt ons en waar moet het heen?’ over samen leven in wederzijds respect.
- Ethiopian Airlines-vlucht 409 met 90 mensen aan boord en bestemming Addis Abeba stort na vertrek uit Beiroet in zee.

### 26 januari
- Het Nederlandse bedrijf Spyker neemt de failliete Zweedse autofabriek Saab over van het noodlijdende Amerikaanse concern General Motors.
- De sciencefictionfilm Avatar van James Cameron is vanaf vandaag de film met de hoogste opbrengst ooit. Tot nu toe was dat de film Titanic uit 1997, ook van Cameron.
- De Stichting Hypotheekleed van Pieter Lakeman claimt 2,8 miljard euro van de failliete DSB-bank. De collectieve claim is ingediend bij de curatoren van DSB namens 200.000 klanten die door de bank van Dirk Scheringa zijn gedupeerd.
- Het OM gaat Jolande van der Graaf niet vervolgen. De journaliste van De Telegraaf zou staatsgeheime stukken hebben gepubliceerd. De zaak wordt geseponeerd.

Logo van Apple

### 27 januari
- Een gasexplosie in een flatgebouw in de Belgische stad Luik kost aan dertien mensen het leven en doet de flat na enige tijd instorten.
- Het Zweedse automerk SAAB wordt voor 400 miljoen dollar overgenomen van General Motors door het Nederlandse Spyker Cars, dat zal worden hernoemd tot Saab Spyker Automobiles.
- Apple introduceert de iPad-tablet.

### 28 januari
- In Nederland start het Internationaal Jaar van de Biodiversiteit met de oprichting van NCB Naturalis (Nederlands Centrum voor Biodiversiteit).
- Een militair transportvliegtuig stort neer op een woonwijk in Cotabato City, een stad op het zuidelijke Filipijnse eiland Mindanao. Zeker negen mensen, waaronder een luchtmachtgeneraal, komen hierbij om het leven.

### 29 januari
- In Haïti worden tien Amerikanen vastgehouden na een poging 33 Haïtiaanse kinderen illegaal de grens over te brengen voor adoptie.

### 31 januari
- Het Egyptisch voetbalelftal wint voor de derde keer op rij het toernooi om de Afrika Cup, door in de finale Ghana te verslaan.
- In Wenen behalen de Franse handballers voor de tweede keer de Europese titel door Kroatië in de finale met 25-21 te verslaan.

## Overleden
<< · januari · februari · maart · april · mei · juni · juli · augustus · september · oktober · november · december · >>